# Igreja de Santo António (Moscavide)

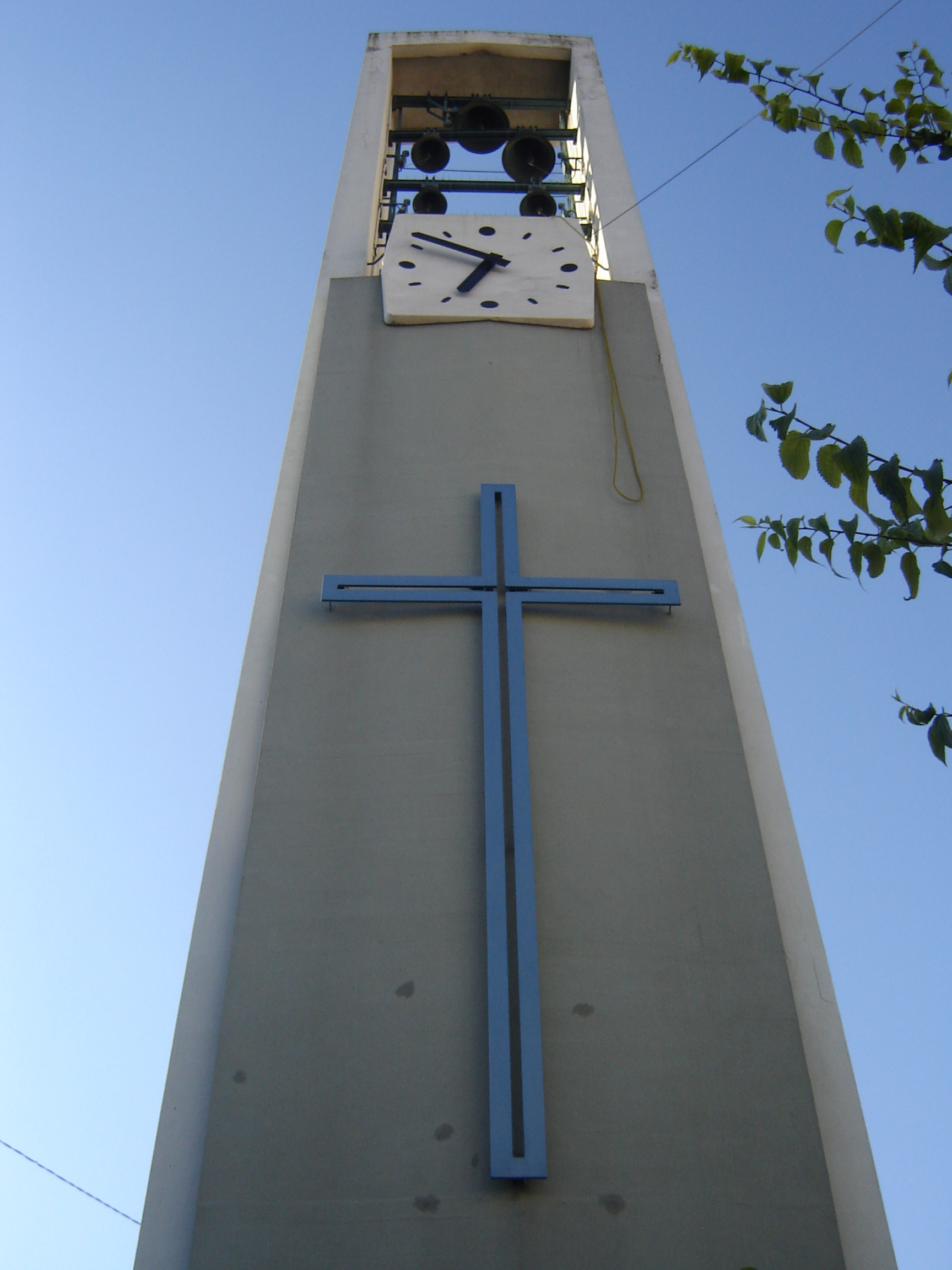
Torre da Igreja

A Igreja de Santo António de Moscavide é a Igreja Matriz da vila de Moscavide, tendo sido inaugurada em 1955, na sequência da criação da freguesia civil (e da correspondente paróquia eclesiástica) dezasseis anos antes.

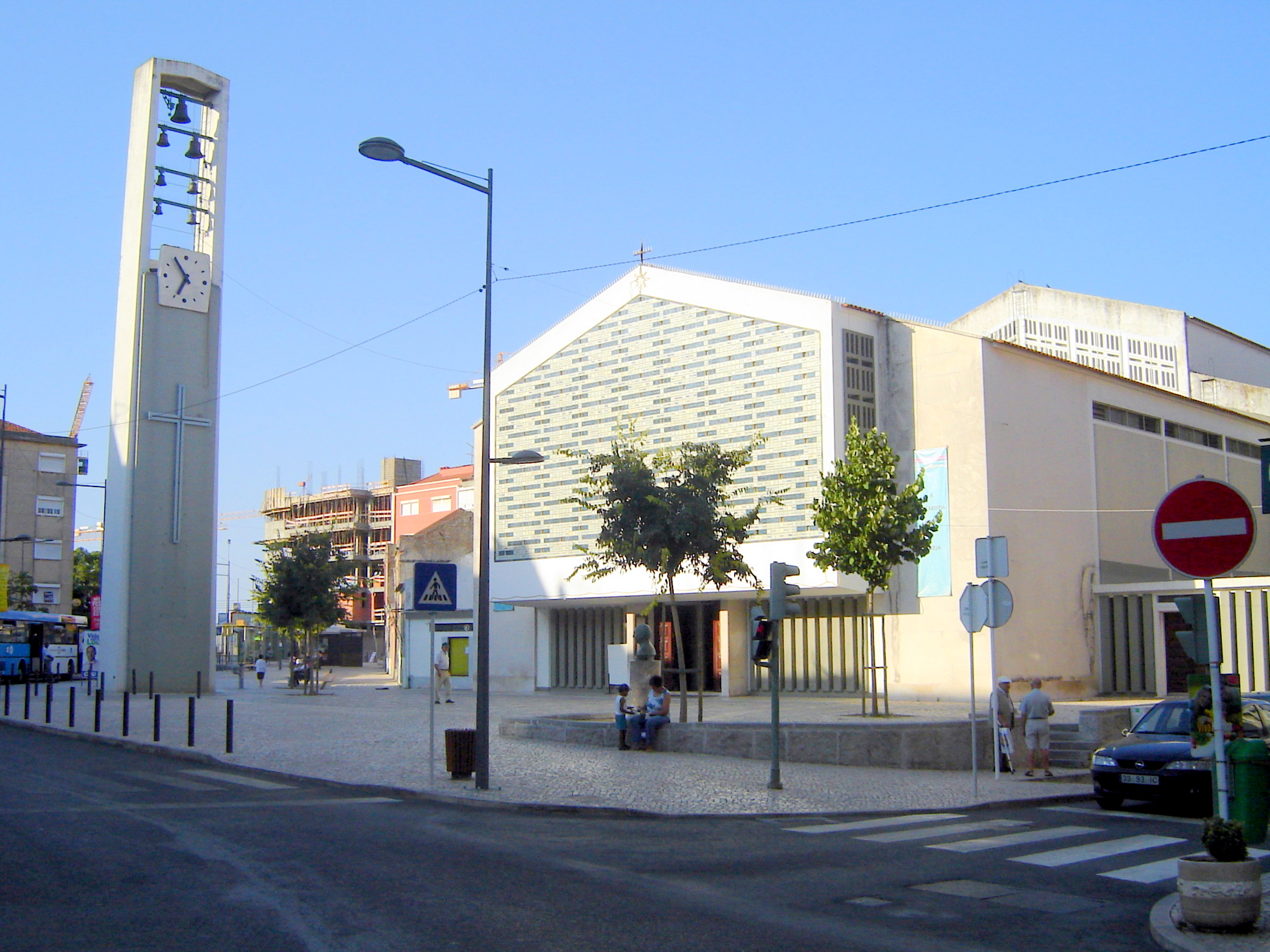
Vista exterior da Igreja

Dedicada a Santo António de Lisboa, foi construída num quadro de renovação da arquitectura religiosa, de que são exemplos também as Igrejas de Nossa Senhora de Fátima e de São João de Brito, em Lisboa.
De linhas modernas, a sua traça é do arquitecto António Freitas Leal, sendo os azulejos patentes na fachada da autoria do artista plástico Manuel Cargaleiro, e a estátua de Santo António, padroeiro da igreja, do escultor Lagoa Henriques.
Em 2015, anexo à Igreja de Santo António, foi iniciada a construção do novo Centro Pastoral de Moscavide. Para a sua construção está em fase de demolição um conjunto de casas antigas que constituiam um dos poucos exemplos remanescentes das construções históricas originais ao longo da antiga Estrada de Moscavide.